# Il treno dei bambini
Il treno dei bambini è il terzo romanzo di Viola Ardone, pubblicato da Einaudi. Ambientato nella Napoli dell'immediato dopoguerra, racconta la storia di Amerigo, un bambino che per volontà della madre viene mandato a vivere al Nord per un anno, per sfuggire alla miseria, grazie all'operazione di solidarietà promossa dal Partito Comunista. Il romanzo ha riscosso da subito grande successo a livello internazionale alla Fiera del Libro di Francoforte ed è in corso di traduzione in 25 lingue. Nel 2020 si è aggiudicato il Premio Letteraria e nel 2021 il premio Wondy per la letteratura resiliente.

## Trama
Protagonista del romanzo è Amerigo Speranza, un bambino di sette anni che vive a Napoli nel secondo dopoguerra, in stato di miseria, solo con la madre Antonietta. Il padre ha abbandonato la famiglia per cercare fortuna in America e la madre, analfabeta, cresce Amerigo portando dentro il dolore per il figlio maggiore morto di bronchite prima che Amerigo nascesse. Per concedere ad Amerigo la possibilità di costruirsi una vita lontano dalla povertà, Antonietta aderisce all'iniziativa dei treni della felicità promossi dal Partito Comunista nel secondo dopoguerra, che ha portato oltre 70.000 bambini del Sud Italia ad essere accolti presso famiglie del Centro-Nord. 
Il treno su cui viaggia Amerigo, con gli amici Tommassino e Mariuccia, è diretto a Modena e lì il bambino viene ospitato da Derna, un membro del Partito Comunista locale, donna sola senza figli, che accoglie il bambino con affetto e calore. Insieme a Derna, è la famiglia di sua cugina a crescere Amerigo.

## Stile
Il libro (di 248 pagine) è scritto dal punto di vista del protagonista e riporta molte espressioni dialettali, che consentono al lettore di vivere la storia attraverso gli occhi del bambino.

## Adattamento cinematografico
Nel 2023 la regista Cristina Comencini ha diretto un film liberamente tratto dal romanzo: prodotto da Palomar per Netflix Italia, ha come interpreti principali Christian Cervone (Amerigo Speranza), Barbara Ronchi (Derna), Serena Rossi (Antonietta Speranza), Stefano Accorsi (Amerigo adulto), Giorgia Arena (Rosa Benvenuti), Francesco Di Leva, Antonia Truppo, Monica Nappo e Nunzia Schiano. Le riprese, iniziate a fine settembre 2023 a Torino, sono proseguite a Salerno e Napoli, in provincia di Reggio Emilia, a Roccabianca (PR) e in Toscana sino a dicembre.